# Saint-Jean-Pied-de-Port

Saint-Jean-Pied-de-Port este o comună în departamentul Pyrénées-Atlantiques din sud-vestul Franței. În 2009 avea o populație de 1.477 de locuitori.

## Evoluția populației
| An        | 1975  | 1982  | 1990  | 1999  | 2006  | 2009  |
| --------- | ----- | ----- | ----- | ----- | ----- | ----- |
| Populație | 1.729 | 1.563 | 1.432 | 1.417 | 1.513 | 1.477 |